# Park Bolina
Park Bolina – park miejski znajdujący się w Katowicach przy ulicy Leśnego Potoku, na terenie dzielnicy Janów-Nikiszowec i w sąsiedztwie z Giszowcem, przy stawach Bolina i Bolina II, nad rzeką Boliną. Wyposażony on jest w urządzenia sportowo-rekreacyjne, a powierzchnia parku wynosi 4,71 ha.

## Opis

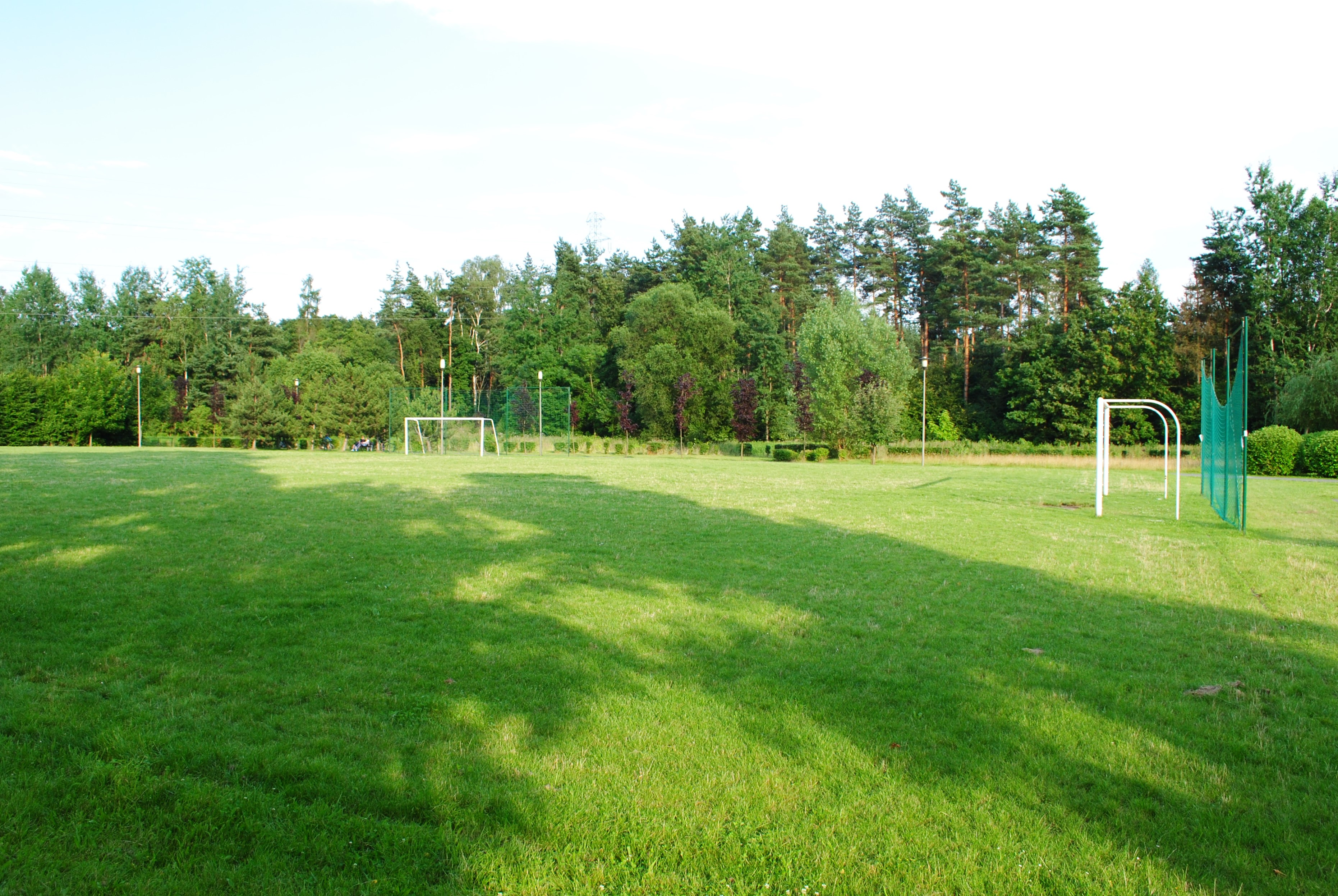
Boisko do gry w piłki nożnej na terenie parku

Na obszarze parku znajdują się: trawiaste boisko do gry w piłkę nożną, betonowe wielofunkcyjne boisko do gry w koszykówkę i siatkówkę, dwa stoły do ping-ponga, dziewięć stołów do gry w szachy, plac zabaw, zadaszone miejsce na grilla oraz krąg estradowy.
W ośrodku zainstalowanych jest 55 lamp parkowych, zasadzonych jest 2850 drzewek i krzewów, a także znajduje się tu 80 ławek. Park ten posiada sieć brukowanych alejek. Działa tu również restauracja „Bolina”. Park ten jest również przeznaczony do organizacji imprez miejskich i dzielnicowych.
Do parku można dojechać autobusem Zarządu Transportu Metropolitalnego linii 109 (trasa Osiedle Witosa Pętla – Janów Ośrodek Bolina). W pobliżu parku przebiega zielona trasa rowerowa nr 121 łącząca Galerię Szyb Wilson w Janowie z Dolinką Murckowską w Murckach.

## Historia

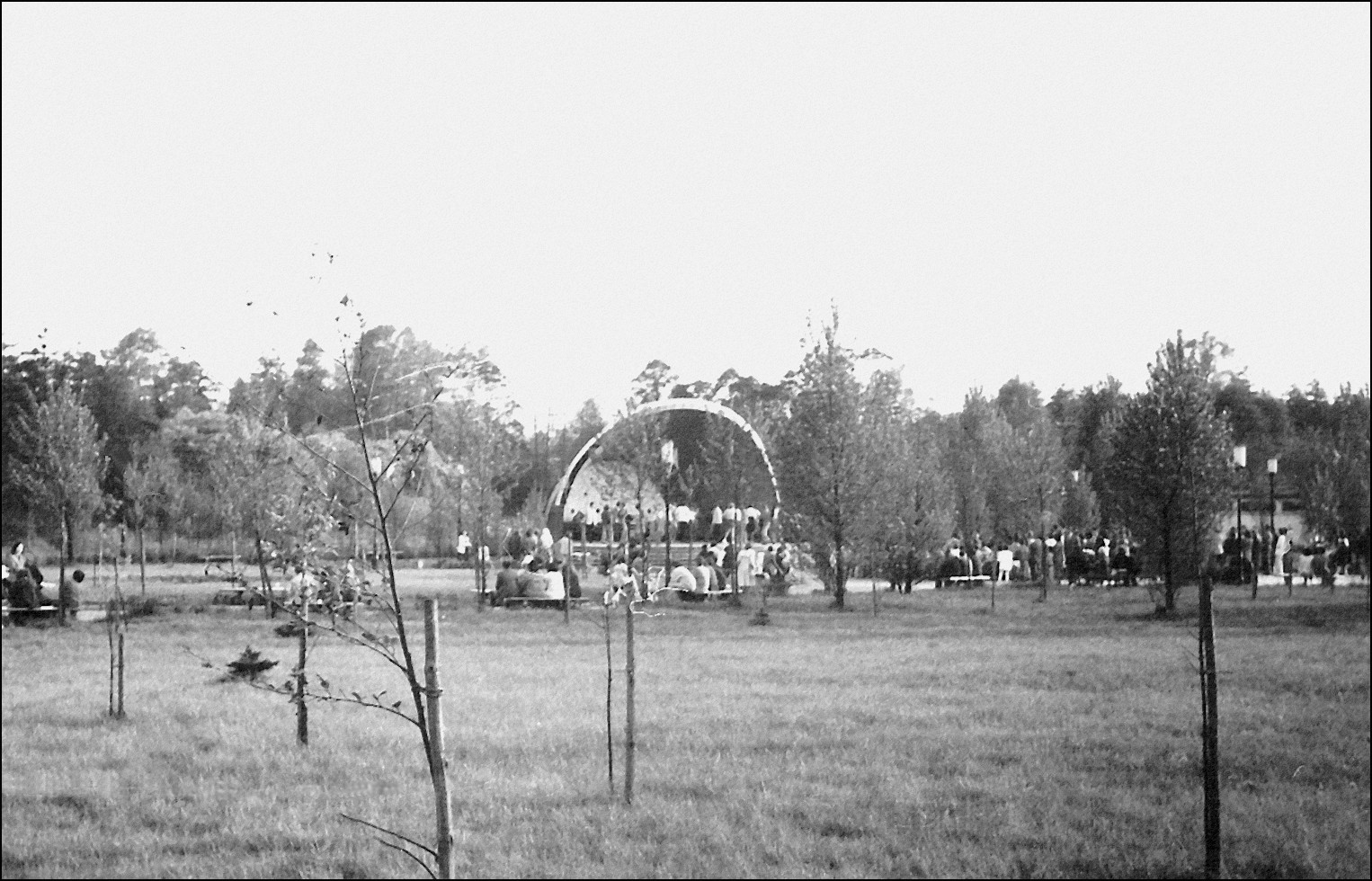
Ośrodek rekreacyjny Bolina w latach 70. XX wieku

Historia parku jako kompleksu parkowo-wodnego „Bolina” sięga lat 50. XX wieku, kiedy to kopalnia węgla kamiennego Wieczorek postanowiła stworzyć w dolinie Boliny miejsce rekreacji dla swoich pracowników. Na terenie kompleksu oprócz parku znajdowało się także: pole namiotowe, basen, przystań kajakowa, bar, plac zabaw oraz muszla koncertowa do występów muzycznych. Po latach użytkowania część urządzeń została zdewastowana, a basen został zasypany. Przyczyniły się do tego m.in. szkody górnicze i rzeka Bolina, która zalewała okoliczny teren.
16 października 2000 roku powstało Stowarzyszenie Utrzymania i Ochrony Ośrodka Zieleni „Bolina”, którego celem było przywrócenie kompleksowi dawnej świetności. Miasto porozumiało się z kopalnią Wieczorek w sprawie renowacji terenu. Kopalnia wyrównała teren i przygotowała projekt nowego ośrodka. Budowę sfinansowało miasto. W lipcu 2006 roku rozpoczęły się prace remontowe, zakończono je pod koniec czerwca 2007 roku. Renowacja ośrodka kosztowała 3,1 mln złotych.
Rada Miasta Katowice 29 lutego 2012 roku podjęła uchwałę, w której powołano na obszarze stawu Bolina i w rejonie ulicy Leśnego Potoku park pod nazwą Park Bolina.